# Неклюдов, Пётр Васильевич
Пётр Васильевич Неклюдов (1745—1797) — тайный советник, обер-прокурор Правительствующего сената; брат С. В. Неклюдова.

## Биография
Сын Василия Ивановича Неклюдова (1718—1790), тверского губернского предводителя дворянства, родился 5 (16) июня 1745 года.
Службу начал в 1760 году в Преображенском полку, в котором долгое время занимал должность полкового секретаря. Будучи в этой должности не раз оказывал товарищеские услуги служившему в полку Г. Р. Державину, не раз прибегая к литературным способностям Державина не только при составлении докладов и приказов, но и даже в написании любовных писем своей невесте.
После свадьбы с Елизаветой Ивановной Левашовой, Неклюдов перешёл на гражданскую службу. Состоял председателем Санкт-Петербургской палаты гражданского и уголовного суда (1784—1786), обер-прокурором Сената (с 21 мая 1788), членом Придворной конторы (1795).
На судебном поприще Неклюдов вновь встретился с Державиным, и они сохранили дружеские отношения вплоть до самой смерти. Вместе с поэтом имел случай испытать неудовольствие Екатерины II по делу Кашкина с Ярославовым.
Также известен своим «похвальным словом», которое он произнёс императрице на публичной аудиенции Сенату, данной в сентябре 1790 г. по случаю заключения Версальского мира. Эта весьма льстивая речь вызвала жесткую критику со стороны историка князя М. М. Щербатова в его «Ответе гражданина на речь, говоренную обер-прокурором Неклюдовым», хотя впоследствии Державин утверждал, что речь был сочинена графом Завадовским, а Неклюдов лишь её прочёл.

Жил с семьей в Петербурге в собственном доме на Фонтанке, д .20, где часто собиралось общество его близких приятелей. Скончался 21 июля 1797 года от горячки в чине тайного советника. Граф П. В. Завдовский писал С. Р. Воронцову 20 июля 1798 года:
Погрусти вместе со мной о кончине хорошего моего приятеля Неклюдова, который, будучи снедаем внутреннею горестью, что ни в Сенат и ни в что не употреблен, получил желчную горячку, пресекшую его жизнь. Жалею о нем сердечно, как о моем приятеле, как о человеке, имевшем свои достоинства.
Умер 21 июля (1 августа) 1797 года (Русский биографический словарь А. А. Половцова указывает на 15 июля, Петербургский некрополь — на 18 июля). Был похоронен на Лазаревом кладбище Александро-Невской Лавры.
На могиле Неклюдова высечена эпитафия, сочинённая Державиным:
Свет ясный, неизменный,

Пролейся в гроб сей тленный,

Да некогда струя твоя

Возбудит, воскресит

От сна здесь друга моего,

И на челе его,

Как луч твой, возблестит

Слеза моя!
После смерти Гавриил Державин был назначен опекуном детей Неклюдова совместно с вдовой, которая пережила мужа всего на полтора года.

## Семья
Жена (с 1775 года) —  Елизавета Ивановна (1755—1800), «предмет давнишних воздыханий Неклюдова», богатая наследница и единственная дочь капитан-поручика Ивана Михайловича Левашева, спасшего жизнь Екатерине II во время обвала дома графа Разумовского в Гостилицах, и Екатерины Белеутовой. По словам правнука, была женщина умная, добрая и добродетельная. Будучи прекрасной музыкантшей, она часто устраивала в своем доме музыкальные вечера. Сохранился её портрет кисти Боровиковского. Во время написания портрета Елизавета Ивановна переживала тяжелую потерю – смерть мужа. Вскоре после этого, она начала болеть и после недолгой борьбы с недугом скончалась 20 февраля 1800 года. Похоронена рядом с мужем на Лазаревском кладбище Александро-Невской лавры. У четы Неклюдовых родились: 
- Мария (1777—1844), супруга Владимирского губернатора А. Н. Супонева (1770—1827);
- Александр (12.08.1779—25.08.1779[6])
- Екатерина (1781—1832), супруга генерал-адъютанта графа П. В. Голенищева-Кутузова (1772—1843);
- Елизавета (29.04.1782—12.02.1787[7]), крестница А. О. Бобрищевой-Пушкиной, похоронена на Большеохтинском кладбище.
- Иван Петрович (24.01.1784[8]—1807), крестник сестры Марии, сержант Преображенского полка, погиб в битве при Гейльсберге в 1807 году;
- Александр Петрович (01.11.1785[9]— ?), крестник А. И. Васильева и сестры Марии.
- Елизавета (08.06.1787[7]—1836), крестница А. О. Бобрищевой-Пушкиной; вторая жена (с 24 апреля 1813 года)[10] действительного статского советника П. А. Галахова;
- Софья (14.12.1788[11]—1859), крестница брата Ивана и сестры Марии, умерла девицей;
- Сергей Петрович (1790—1874), служил в Кавалергардском полку, женат на Варваре Ивановне Нарышкиной (1793—1867), дочери сенатора И. А. Нарышкина (1761—1841);
- Александра (12.07.1792[12]—1869), крестница брата Ивана и сестры Марии, жена П. А. Тучкова (1776—1858);
- Варвара (02.07.1794[13]—1827), крестница брата Ивана и сестры Марии, жена генерал-адъютанта В. Н. Шеншина (1784—1831).